# Alabina (geslacht)
Alabina is een geslacht van slakken uit de familie van de Cerithiidae. De wetenschappelijke naam van het geslacht is voor het eerst geldig gepubliceerd in 1902 door Dall.

## Soorten
De volgende soorten zijn bij het geslacht ingedeeld:
- Alabina africana Bartsch, 1915
- Alabina alfredensis Bartsch, 1915
- † Alabina barbarensis Bartsch, 1911
- Alabina californica (Dall & Bartsch, 1901)
- Alabina crystallina (Carpenter, 1864)
- Alabina effusa (Carpenter, 1857)
- Alabina excurvata (Carpenter, 1857)
- † Alabina hamlini Bartsch, 1911
- Alabina ignati Bartsch, 1911
- † Alabina io Bartsch, 1911
- Alabina jordani A. M. Strong, 1938
- † Alabina monicensis Bartsch, 1911
- Alabina telamon Barnard, 1963
- Alabina turrita (Carpenter, 1866)
- Alabina veraguensis Strong & Hertlein, 1939

### Synoniemen
- Alabina calena Dall, 1919 => Lirobittium rugatum (Carpenter, 1864)
- Alabina diomedeae Bartsch, 1911 => Alabina excurvata (Carpenter, 1857)
- Alabina formosa W. H. Turton, 1932 => Finella natalensis E. A. Smith, 1899
- Alabina fulva (R. B. Watson, 1886) => Finella rufocincta (A. Adams, 1861)
- Alabina occidentalis (Hemphill, 1894) => Murchisonella occidentalis (Hemphill, 1894)
- Alabina phanea Bartsch, 1911 => Finella phanea (Bartsch, 1911)
- Alabina tenuisculpta (Carpenter, 1864) => Finella tenuisculpta (Carpenter, 1864)
- Alabina venezuelana Weisbord, 1962 † => Finella dubia (d'Orbigny, 1840)